# Kazungula
Kazungula je malé město na samém jihu Zambie, na severním břehu řeky Zambezi, asi 70 kilometrů západně od Livingstone. Je součástí Jižní provincie (Southern Province), v rámci které se řadí k distriktu Kazungula, jehož je hlavním městem. U Kazunguly řekou Zambezi prochází hranice s Namibií (Capriviho pruh), Botswanou a Zimbabwe. Hranice s Botswanou je dlouhá přibližně 150 metrů a hranice zde téměř tvoří čtyřmezí. U Kazunguly se také do Zambezi vlévá řeka Chobe, tvořící hranici mezi Namibií a Botswanou.

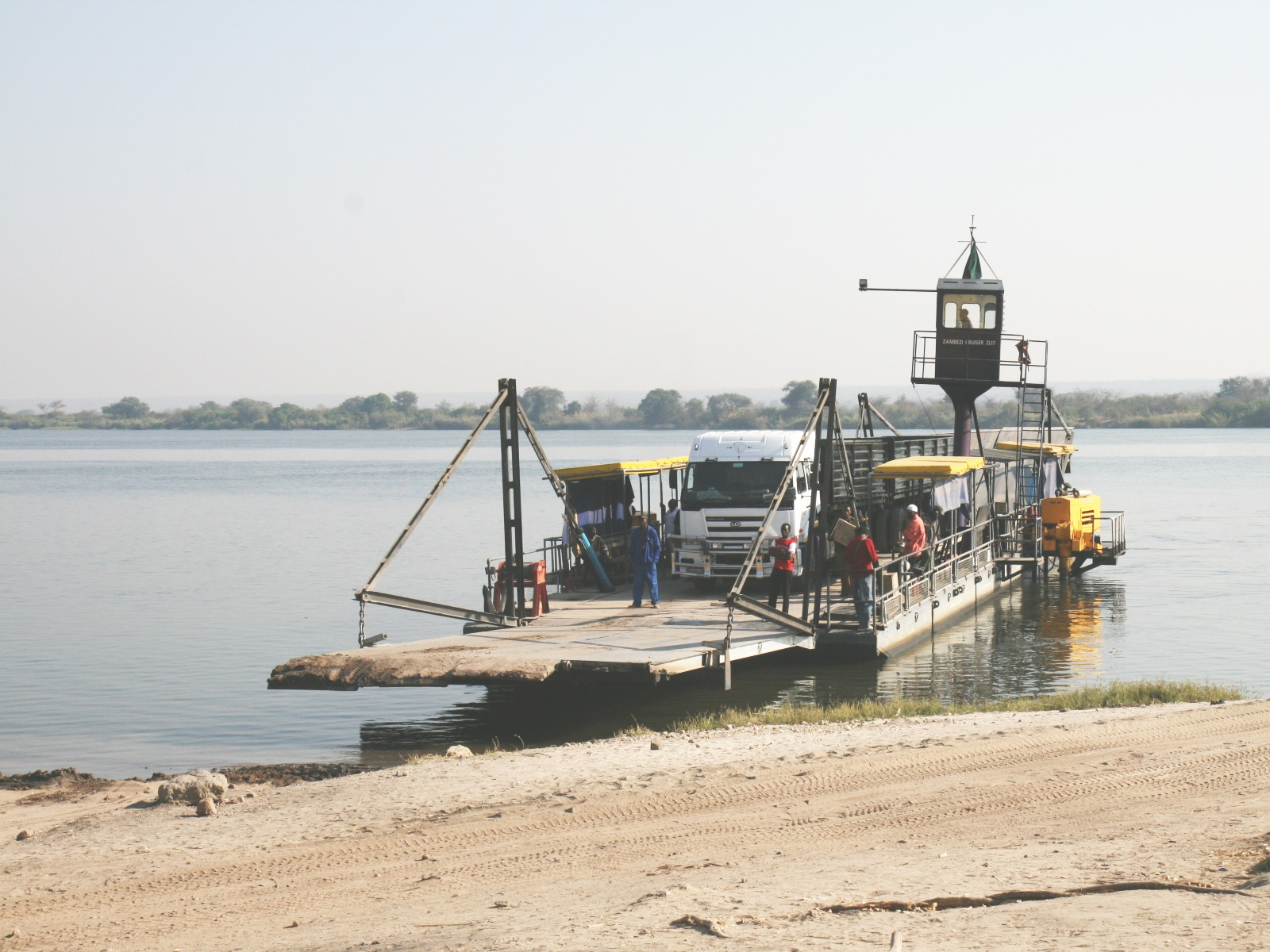
Kazungulský přívoz

Kazungula je známá především svým přívozem přes Zambezi, mířícím do Botswany. Od roku 2014 se stavěl také silniční a železniční most do Botswany, který měl nahradit přívoz. Most byl dokončen a slavnostně otevřen 10. května 2021 za účasti prezidentů okolních zemí. Vesnice v Botswaně na druhém břehu Zambezi se taktéž jmenuje Kazungula.

## Galerie

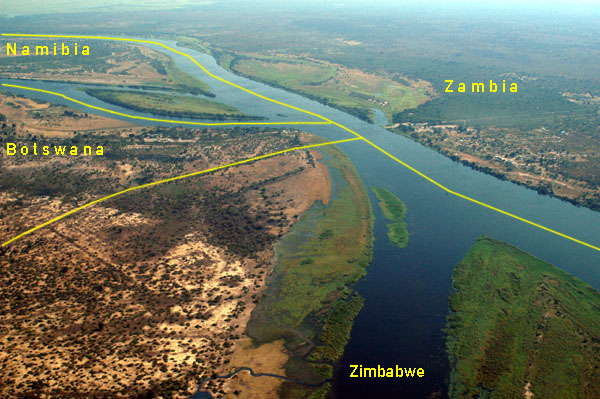
Letecký snímek čtyřmezí u Kazunguly. Město Kazungula lze zpozorovat na zambijské straně.
Mapa ukazující čtyřmezí na mapě jižní Afriky